# Список серий мультсериала «Рэдволл»
«Рэдволл» — канадский мультсериал по мотивам одноимённой серии книг Брайана Джейкса. Мультсериал состоит из трёх сезонов, первый из них основан на книге «Воин Рэдволла», второй — на «Походе Матиаса» и третий — на «Мартине Воителе». В общей сложности было выпущено 39 серий.
| Сезон | Сезон                   | Эпизоды | Премьера сезона | Финал сезона    |
| ----- | ----------------------- | ------- | --------------- | --------------- |
|       | Сезон 1: Воин Рэдволла  | 13      | 8 сентября 1999 | 8 октября 1999  |
|       | Сезон 2: Маттимео       | 13      | 4 ноября 2000   | 21 января 2001  |
|       | Сезон 3: Мартин Воитель | 13      | 3 декабря 2001  | 25 февраля 2002 |

## Сезон 1: Воин Рэдволла (1999)
| № серии | Название серии                                       | Режиссёр         | Дата оригинального показа |
| --- | ---------------------------------------------------- | ---------------- | ------------------------- |
| 1 | «Клуни Хлыст, часть 1» «Cluny the Scourge, Part One» | Raymond Jafelice | 12 сентября 1999 года     |
| Обычный летний день. Никто не знал, что армия крыс во главе с Клуни Хлыстом уже идёт на Рэдволл. |                                                      |                  |                           |
| 2 | «Клуни Хлыст, часть 2» «Cluny the Scourge, Part Two» | Raymond Jafelice | 19 сентября 1999 года     |
| Приспешник Хлыста крадёт кусок гобелена с изображением Мартина Воителя. Крысы берут в лесу пленников, намереваясь завладеть аббатством с помощью шантажа                                                                        |                                                      |                  |                           |
| 3 | «Предательство» «Treachery»                          | Raymond Jafelice | 26 сентября 1999 года     |
| Матиас и его друзья находят щит Мартина Воителя. Знахарка Села и её сын Куроед вступают с крысами в сговор — выдают ценные сведения Клуни Хлысту.                                                                               |                                                      |                  |                           |
| 4 | «Царство Большого Спарра» «Sparra’s Kingdom»         | Raymond Jafelice | 3 октября 1999 года       |
| Пытаясь найти меч Мартина, Матиас сталкивается со враждебно настроенными спаррами. Позже выясняется, что у короля Спарра Большого есть ножны меча Мартина Воителя, а сам меч в логове ужасного змея Ас Модеуса.                 |                                                      |                  |                           |
| 5 | «Клоуны Клуни Хлыста» «Cluny’s Clowns»               | Raymond Jafelice | 10 октября 1999 года      |
| В аббатство приезжает бродячий цирк. Рэдволльцы относятся к циркачам настороженно. Клуни Хлыст, воспользовавшись приездом, засылает в Рэдволл крыс под видом артистов, чтобы те открыли в нужный момент ворота.                 |                                                      |                  |                           |
| 6 | «Достойный пример» «High Standards»                  | Raymond Jafelice | 24 октября 1999 года      |
| Жители аббатства стали постепенно терять надежду на победу. Главные герои решают отправиться в лагерь Клуни Хлыста, чтобы вернуть украденный кусок гобелена.                                                                    |                                                      |                  |                           |
| 7 | «Капитан Снег» «Captain Snow»                        | Raymond Jafelice | 31 октября 1999 года      |
| Ища способы как одолеть Ас Модеуса Матиас, по совету Бэзила, отправляется на поиски филина, его старого приятеля, отставного капитана по имени Снег за подсказкой.                                                              |                                                      |                  |                           |
| 8 | «Тактика боя» «Battle Plans»                         | Raymond Jafelice | 7 ноября 1999 года        |
| Крысы перешёптываются за спиной у Клуни Хлыста, растёт неуверенность в командире. Узнав о том, что в Рэдволле готовят на него покушение, Клуни решает воспользоваться этим и избавиться от смуты.                               |                                                      |                  |                           |
| 9 | «Гость» «The Visitor»                                | Raymond Jafelice | 14 ноября 1999 года       |
| Крысы продолжают держать Рэдволл в осаде, запасы продовольствия на исходе. Клуни Хлыст берёт в заложники жену торговца пряностями Фарло Сони. Фарло похищает для Клуни Василику, чтобы выманить Матиаса.                        |                                                      |                  |                           |
| 10 | «Долг платежом красен» «A Favor Returned»            | Raymond Jafelice | 21 ноября 1999 года       |
| Крысы вновь копают подкоп, однако Рэдволльцы вовремя обнаруживают его и подготавливают ловушку. |                                                      |                  |                           |
| 11 | «АсМодеус» «Asmodeus»                                | Raymond Jafelice | 28 ноября 1999 года       |
| Матиас отправляется на поиски логова Ас Модеуса, в этом ему помогают лесные друзья — повстанческая армия землероек. Клуни Хлыст набирает пополнение в свою армию из числа пленённых лесных жителей и пришедших на подмогу крыс. |                                                      |                  |                           |
| 12 | «Подземелье» «Underground»                           | Raymond Jafelice | 5 декабря 1999 года       |
| Ас Модеус повержен и Матиас возвращается в аббатство с мечом, а Василика и бельчонок Сэм случайно находят латы Мартина Воителя.                                                                                                 |                                                      |                  |                           |
| 13 | «Последний бой» «The Final Conflict»                 | Raymond Jafelice | 19 декабря 1999 года      |
| В плен к крысам попадает семейство хомяков Пухликов и глава семейства вынужден открыть ворота армии крыс. Матиас отправляется за подкреплением.                                                                                 |                                                      |                  |                           |

## Сезон 2: Маттимео (2000)
| № серии | № серии в сезоне | Название серии                                           | Режиссёр                   | Дата оригинального показа |
| --- | ---------------- | -------------------------------------------------------- | -------------------------- | ------------------------- |
| 14 | 1                | «Слагар Работорговец» «Slagar The Slaver»                | Raymond Jafelice, Люк Бьян | 4 ноября 2000 года        |
| В Рэдволл под видом фокусников проникает банда работорговца Слагара. Они усыпляют всех жителей и забирают их детей. |                  |                                                          |                            |                           |
| 15 | 2                | «Разоблачение волшебника» «The Magician Revealed»        | Raymond Jafelice, Люк Бьян | 5 ноября 2000 года        |
| Жители аббатства раскрыли замысел Слагара. Матиас с друзьями отправляются в погоню, однако хитрый работорговец пускает ложный след. |                  |                                                          |                            |                           |
| 16 | 3                | «Где ходит маленький народец» «Where the Little Folk Go» | Raymond Jafelice, Люк Бьян | 12 ноября 2000 года       |
| Главные герои продолжая поиски, обнаруживают что шли по ложному следу. К поискам присоединяется юная выдра - сирота Щекач, а чуть позже барсук Орландо Секира и ёж Джабез Пень. Тем временем Мартин Воитель даёт подсказку рэдволльцам. |                  |                                                          |                            |                           |
| 17 | 4                | «Найдены… и потеряны» «Found… And Lost»                  | Raymond Jafelice, Люк Бьян | 19 ноября 2000 года       |
| Маттимео и остальные рабы бегут. Малыш Ролло помогает найти «основателя в камнях, где ходит маленький народец». Матиас и его товарищи попадают в ловушку коварного лиса. |                  |                                                          |                            |                           |
| 18 | 5                | «Быть воином» «To Be a Warrior»                          | Raymond Jafelice, Люк Бьян | 26 ноября 2000 года       |
| Матиаса и остальных из ловушки вызволяют старые друзья — землеройки. Беглецы выдают себя и снова попадают к работорговцу, а рэдволльцы ищут местоположение аббатства Глинхедж. |                  |                                                          |                            |                           |
| 19 | 6                | «Железный клюв» «Ironbeak»                               | Raymond Jafelice, Люк Бьян | 3 декабря 2000 года       |
| Спарры отправляются искать Матиаса, чтобы отдать загадки. Землеройка Скан и его приятели сообщают лису о том, что преследователи живы. Генерал Железный Клюв и его армия ворон хочет завладеть аббатством, требуя полной капитуляции, иначе смерть. |                  |                                                          |                            |                           |
| 20 | 7                | «В опасности» «Peril in the Toplands»                    | Raymond Jafelice, Люк Бьян | 10 декабря 2000 года      |
| Матиас и остальные встречают сову - поэта Гарри Муза. Старая крыса Камнекрад проводит Слагара с рабами через лес и реку. В то же время Василика, мисс Черчмаус и малыш Ролло попадают в плен. |                  |                                                          |                            |                           |
| 21 | 8                | «Пернатые друзья и враги» «Feathered Friends and Foes»   | Raymond Jafelice, Люк Бьян | 17 декабря 2000 года      |
| Матиас и остальные настигают цель, но попадают в переплёт. Отряд Камнекрада начинает преследование. Спарры находят Матиаса, однако королеве Клювобойке это стоит жизни. Рэдволльцы берут в плен сорок - добытчиц. |                  |                                                          |                            |                           |
| 22 | 9                | «Пропасть» «The Abyss»                                   | Raymond Jafelice, Люк Бьян | 24 декабря 2000 года      |
| Вороны захватывают лазарет и спальни в замке аббатства. Слагар и рабы переходят пустыню, погоня главных героев продолжается. Рэдволльцы копают подземные ходы и делают укрепления. |                  |                                                          |                            |                           |
| 23 | 10               | «Малкарисс» «Malkariss»                                  | Raymond Jafelice, Люк Бьян | 31 декабря 2000 года      |
| Некто Надаз и его крысы уносят рабов в подземелье. Слагар уходит вместе с ними, бросив свою банду, однако Матиасу со своими спутниками всё равно удаётся выйти на след работорговца. Василика и Констанция используют образ Мартина Воителя как оружие психического воздействия.                                                                                      |                  |                                                          |                            |                           |
| 24 | 11               | «Битва» «Battle»                                         | Raymond Jafelice, Люк Бьян | 7 января 2001 года        |
| Сэр Гарри Муза сопровождает ласок на юг. Василика и Констанция продолжают запугивать врагов. В аббатство залетает коршун Страйк с перебитым крылом. Матиас с остальными пробираются в подземелье. Лог — а — лог спасает Матиаса от копья, но сам смертельно ранен. |                  |                                                          |                            |                           |
| 25 | 12               | «Снова вместе» «Reunited»                                | Raymond Jafelice, Люк Бьян | 14 января 2001 года       |
| Землеройки освобождают детей. Лог — а — лог погибает. Маттимео и Матиас освобождают рабов, начинается восстание. Генерал Железный клюв изолирует Констанцию. |                  |                                                          |                            |                           |
| 26 | 13               | «Возвращение в Рэдволл» «Return to Redwall»              | Raymond Jafelice, Люк Бьян | 21 января 2001 года       |
| Подземелье разрушено, все враги повержены. Матиас со всеми возвращаются в аббатство. Проходит семь сезонов и новый летописец Тим Чёрчмаус рассказывает, что рабы поселились в Рэдволле, сэр Гари Муза стал вожаком стаи спарр, Ролло и Синтия стали звонарями, Тесс и Маттимео поженились, а Матиас вместе с Безилом и Орландо тренируют будущих защитников Рэдволла. |                  |                                                          |                            |                           |

## Сезон 3: Мартин Воитель (2001)
| № серии | № серии в сезоне | Название серии                                                | Режиссёр         | Дата оригинального показа |
| --- | ---------------- | ------------------------------------------------------------- | ---------------- | ------------------------- |
| 27 | 1                | «В плену» «Captured»                                          | Raymond Jafelice | 13 ноября 2000 года       |
| Однажды зимним днём жители аббатства и лесные друзья собрались, чтобы послушать историю о Мартине Воителе: будучи ещё ребёнком, Мартин попал в плен к хладнокровному горностаю, пирату Бэдрангу.                                                                                 |                  |                                                               |                  |                           |
| 28 | 2                | «Возвращение Клогга» «The Return of Clogg»                    | Raymond Jafelice | 27 ноября 2000 года       |
| В Маршанк направляется пират Трамун Клогг, чтобы отомстить своему бывшему другу Бэдрангу и взять Маршанк. Мартин, Бром и Феллдо готовят побег, однако среди рабов появляется стукач.                                                                                             |                  |                                                               |                  |                           |
| 29 | 3                | «Бегство из Маршанка» «Escape from Marshank»                  | Raymond Jafelice | 4 декабря 2000 года       |
| Роза и Грам помогают бежать Мартину, Брому и Феллдо. Попав в бурю, они потеряли друг друга. Клогг пытается взять Маршанк, но Бэдранг идёт на хитрость. |                  |                                                               |                  |                           |
| 30 | 4                | «Новые друзья и старые враги» «New Friends and Old Enemies»   | Raymond Jafelice | 11 декабря 2000 года      |
| Бром и Феллдо встречают на своём пути бродячих артистов. Роза, Мартин и Грам попадают в плен к землеройкам-пигмеям. Клогг отдаёт Бэдрангу его прихвостня — лиса Скалрага в обмен на перемирие.                                                                                   |                  |                                                               |                  |                           |
| 31 | 5                | «Жизнь - это игра» «The Play’s the Thing»                     | Raymond Jafelice | 18 декабря 2000 года      |
| Бэдранг пытается узнать планы рабов-заговорщиков. Артист Балу входит в доверие к Трамуну Клоггу, чтобы пройти в Маршанк. Отпущенные на свободу Мартин с друзьями держат путь в Светлую долину. По дороге они встречают крота Полли. Она даёт им ночлег и пищу, и указывает путь. |                  |                                                               |                  |                           |
| 32 | 6                | «Свобода и монстры» «Freedom and Monsters»                    | Raymond Jafelice | 25 декабря 2000 года      |
| Мартин с товарищами продолжают идти в Светлую долину. Будучи предостережёнными от опасностей, их жалят осы. Пока артисты отвлекают Клогга и Бэдранга, Феллдо вызволяет отца и заговорщиков.                                                                                      |                  |                                                               |                  |                           |
| 33 | 7                | «Удача улыбается» «The Great Escapes»                         | Raymond Jafelice | 1 января 2001 года        |
| Клогг отправляется на поиски беглецов, в надежде сделать их своими рабами. Мартин с друзьями встречают сторожа Машрудской горы. От беглецов отстаёт артистка Колентина. Феллдо и другие идут искать её.                                                                          |                  |                                                               |                  |                           |
| 34 | 8                | «От болот до горных высот» «From Marshes to Mountain Heights» | Raymond Jafelice | 8 января 2001 года        |
| Замаскированный Бром возвращается в Маршанк. Он выводит оставшихся рабов. Бэдранг отправляет Клоггу отравленное вино, в то время как Клогг поручает одной из своих крыс убить Бэдранга. Мартин и друзья сталкиваются с назойливым племенем дикарей Го.                           |                  |                                                               |                  |                           |
| 35 | 9                | «Герои и дураки» «Heroes and Fools»                           | Raymond Jafelice | 15 января 2001 года       |
| Бэдранг и его хорьки отправляются искать беглых рабов. Клогг предлагает перемирие ради поисков и, улучив момент, занимает Маршанк. Мартин, Роза и Палум вновь сталкиваются с племенем Го.                                                                                        |                  |                                                               |                  |                           |
| 36 | 10               | «В тоннеле» «Tunnel Vision»                                   | Raymond Jafelice | 22 января 2001 года       |
| Бэдранг и его хорьки, пользуясь прокопанным ходом, проникают в Маршанк и захватывают Клогга с его крысами. Отряд следопытов ищет беглецов, но весь погибает. Мартин с друзьями добираются до Светлой долины.                                                                     |                  |                                                               |                  |                           |
| 37 | 11               | «Месть Феллдо» «Felldoh’s Revenge»                            | Raymond Jafelice | 29 января 2001 года       |
| Гонимый жаждой мести, Феллдо организует набег на Маршанк. Будучи ныне рабом Бэдранга, Клогг насмехается над ним. Жители Светлой долины устраивают праздник, тем временем Мартин собирает добровольцев из Светлой долины.                                                         |                  |                                                               |                  |                           |
| 38 | 12               | «Сражение за Маршанк» «Battlefield Marshank»                  | Raymond Jafelice | 5 февраля 2001 года       |
| Феллдо, обезумев от жажды мести, идёт на Маршанк в одиночку и попадает в ловушку. Оставшиеся беглецы, стремясь остановить Феллдо, оказываются в окружении. Мартин с пополнением движутся на Маршанк.                                                                             |                  |                                                               |                  |                           |
| 39 | 13               | «Роза из Светлой долины» «Rose of Noonvale»                   | Raymond Jafelice | 19 февраля 2001           |
| Недалеко от Маршанка к Мартину присоединяется пополнение под началом Болдрэйн и сторожа Маршудской горы. Вместе с ними Мартин штурмует крепость и выполняет обещание, но теряет Розу.                                                                                            |                  |                                                               |                  |                           |